# The Awakening (film 1915)
The Awakening è un cortometraggio muto del 1915 diretto da Ralph Ince. Il regista firmò anche la sceneggiatura, tratta da un soggetto di James Oliver Curwood.

## Produzione
Il film fu prodotto dalla Vitagraph Company of America.

## Distribuzione
Distribuito dalla General Film Company, il film - un cortometraggio in due bobine - uscì nelle sale cinematografiche statunitensi il 18 maggio 1915. In Danimarca, venne ribattezzato con il titolo Fattigdommens Datter.